# Крварење након порођаја
Крварење након порођаја, постапртзална хеморагија или постапртално крварење (ПК) дефинише се као губитак крви већи од 500 mL након вагиналног порођаја или процењени губитак крвивећи од 1.000 mL  повезан са порођајем царским резом. То је и најчешћи тип озбиљног крварења у акушерству, узрокован немогућношћу материје да се после одвајања постељице контрахује у тој мери да заустави крварење.
Ово стање захтева захтева  активности које примарно захтевају разматрање узрока постпорођајног крварења и наглашену улогу интерпрофесионалног тима у лечењу ових пацијената.

## Дефиниција
Према ставу Америчког колеџ за акушерство и гинекологију из 2017. године,  тренутна редифинисана дефиниција крварење након порођаја  гласи...
ПК је кумулативни губитак крви већи од 1.000 mL са знацима и симптомима хиповолемије у року од 24 сата од процеса порођаја, без обзира на пут порођаја.

## Епидемиологија
Постпорођајно крварење је водећи узрок морбидитета и морталитета на порођају и спада међу најучесталији узрок губитка крви везан за трудноћу и разлог за трансфузију крви. Инциденца крварење након порођаја је 1% до 6% свих порођаја. Међутим треба напоменути да методе мерења губитка крви повезаног са порођајем варирају, што компликује поређење стопа преваленције на глобалном нивоу.
Систематски преглед на глобалном нивоу утврдили су да је:
- највиша стопа ПК у Африци (27,5%),

- најнижа стопа ПК  у Океанији (7,2%),

- укупн  стопа ПК на глобалном нивоу 10,8%,

- стопа ПК у Европи и Северној Америци  око 13%.[4]

Стопа ПК је виша код:  
- вишеплодних трудноћа (32,4% у поређењу са 10,6% за једнородке)
- мајки које су први пут родиле (12,9% у поређењу са 10,0% за жене у наредним трудноћама).[4]

Укупна стопа тешког облика ПК (>1.000 mL) била је много нижа са укупном стопом од 2,8%, опет са највишом стопом у Африци (5,1%).
Атонија материце, примарни је и најчешћи узрок ПК, јер чини 70% до 80% свих крварења.

## Етиопатогенеза
| Узрок            | Инциденца  |
| ---------------- | ---------- |
| Атонија материце | 70% до 80% |
| Траума           | 20%        |
| Заостало ткиво   | 10%        |
| Коагулопатије    | 1%         |

Могући узроци крварења које настаје непосредно након порођаја могу бити примарни и секундарни:
Примарни узроци ПК
- атонија материце - спада у најчешће узроке крварења  (у око 70% до 80%  случајева)
- цервикалне, вагиналне или материчне лацерације (нпр након епизиотомије)
- руптура материце
- поремећаји коагулације[1]
- адхерентна постељица
- инверзија материце

Секундарни узроци ПК 
- задржани производи зачећа
- инфекција
- субинволуција плацентног места
- наслеђени дефицити коагулације

### ПК у односу на време јављања
Крварење након порођаја (ПК) укључује крварење пре, за време или након рађања плаценте. 
Рано или примарно крварење
Губитак крви током 24 часа након порођаја је рано постпартално крварење. 
Касно или секундарно крварење
Касно постпартално крварење представља крварење у периоду од 24 час до 12 недеља након порођаја. 

### Предиспонирајући фактори
Предиспонирајуци фактори су:
- прерастегнута материца (близаначка трудноћа, полихидрамнион),
- пролонгирани и убрзани порођај,
- узнапредовала старост мајке,
- неумерене манипулације материцом,
- миоми,
- оперативно завршавање порођаја,
- индукција окситоцином,
- хориоамнионитис,
- претходне хеморагије у трећем порођајном добу,
- екстравазација крви у миометријуму,
- миометријалне дисфункције,
- неки халогени анестетици.

| Средњи ризик                    | Висок ризик                |
| ------------------------------- | -------------------------- |
| Претходна операција на материци | Плацента превиа            |
| Вишеплодна трудноћа             | Плацента акрета            |
| Велико вишепарно крварење       | Активно крварење           |
| Претходно крварење              | ≥ 2 фактора средњег ризика |
| Велики фиброиди                 | Тромбоцити <70.000         |
| Макросомија                     | Позната коагулопатија      |
| Интекс телесне масе >40         |                            |
| Анемија                         |                            |
| Хориоамнионитис                 |                            |
| Продужени порођај у 2. фази     |                            |
| Окситоцин дуже од 24 сата       |                            |
| Терапија магнезијум сулфатом    |                            |

## Клиничка слика
У клиничкој слици ПК доминирају следећи знаци и симптоми:
- исцрпљености или слабост мишића материце.
- повећан број откуцаја срца,
- убрзано дисања и
- осећај несвестице у стојећем полоћају.
- осећај хладноће, пад крвног притиска и евентуално губитак свести
- знаке и симптоме шока, као што су збуњеност, замагљен вид, влажна кожа и слабост.

## Дијагноза
Иницијална процена пацијента треба да укључи брзу процену пацијентовог статуса и фактора ризика. Код жена после порођаја, знаци или симптоми губитка крви као што су тахикардија и хипотензија могу бити маскирани, тако да ако су ови знаци присутни, требало би да постоји забринутост због значајног губитка запремине крви (веће од 25% укупне запремине крви). Континуирана процена виталних знакова и стална процена укупног губитка крви је важан фактор у обезбеђивању безбедне неге пацијената са ПК.
Преглед пацијента у време крварења може помоћи да се идентификује вероватан узрок крварења усредсређен на све специфичне факторе ризика које пацијент може имати. Треба извршити брзу процену целокупног гениталног тракта на раздеротине, хематоме или знаке руптуре материце. Могући ручни преглед и екстракција било каквог задржаног плацентног ткива или процена ултразвуком поред кревета може бити део евалуације. Мекана, „мокраћа“ или неконтрахирана материца је уобичајен налаз код атоније материце. Инверзија материце се манифестује као округло испупчење или маса са палпацијом фундалног зида у грлићу материце или доњем сегменту материце и често је повезана са прекомерном тракцијом на пупчаној врпци или абнормално прилепљеној постељици. Широко распрострањено крварење, као што је из места пункције вене, знак је дисеминиране интраваскуларне коагулације (ДИК).
Лабораторијске студије се могу наручити у ПК како би се помогло у процени и управљању пацијентом, иако интервенције као што су давање лекова или крвних продуката не би требало да се одустану до резултата таквих студија. Може се наручити тип и екран или унакрсни спој ради припреме за могућу трансфузију крви. Комплетна крвна слика за процену хемоглобина, хематокрита и тромбоцита може се проценити у интервалима, иако лабораторијске вредности често заостају за клиничком сликом. Студије коагулације и фибриногена биће корисне код пацијената код којих се сумња на дисеминирану интраваскуларну коагулацију.

## Терапија
Постпорођајно крварење се у већини случајева зауставља давањем лекова за контракцију (спазма) материце. Ако крварење не престане, акушер врши интерни преглед и ако установи да су поцепана ткива она се морају зашити, како би се зауставило крварење.
Када крварење траје, или је интензивно, онда је поремећен систем хемостазе, па се морају применити препарати који стимулишу стварање коагулума.
Када се крварење не може контролисати, или се не може утврдити његов узрок, ради се абдоминална операција. Прво се покушава са подвезивањем великих крвних судова који снабдевају материцу крвљу (а. илиаца интерна). 
Ако ПК има други узрок осим атоније, модалитет лечења треба да буде посебно прилагођен узроку: 
- Раздеротине гениталног тракта требају поправити или користити притисак/паковање.
- продукте зачећа треба уклонити ручно или поступком дилатације и киретаже.
- Хематоми се могу лечити само посматрањем или може бити потребна флуороскопија/емболизација или хируршка интервенција ако је потребно.
- Ако је инверзија материце узрок ПК, стабилан притисак песницом се користи да би се материца довела у исправан положај. Релаксанти материце као што су халогеновани анестетик, тербуталин, магнезијум сулфат или нитроглицерин могу се користити током репозиције материце, уз окситоцин и друге утеротонике који се дају када је материца у нормалном анатомском положају. Повремено се мора предузети хируршка корекција инверзије путем лапаротомије. Ако постоји недостатак коагулације, може се користити замена фактора крви и производа за корекцију дефицита.

## Компликације
Последице обилног постпарталног крварења, уколико акутно не угрожава живот пацијенткиње, су нарушавање опште стање породиље, што предиспонира развоју пуерпералне инфекције. 
Трансфузија крви примењена у склопу терапије ПК може бити узрок трансфузијске реакције, вирусне инфекције. 
Постпартална хипотензија и хипоперфузија ткива може проузроковати некрозу предњег режња хипофизе и довести до постпарталног хипопитуитаризма, акутне реналне инсуфицијенцију или оштећење других органа. 
Потрошне коагулопатије су најтежа компликација обилног крварења.

## Прогноза
Ако крварење престане, онда жена може поново затруднети и одржати трудноћу без икаквих компликација. 
У случајевима када се крварење настави, врши се хистеректомија - уклањање материце, након које жена не може поново затруднети.